# Вуковар
Вуковар (на хърватски: Vukovar; на унгарски: Vukovár; на немски: Wukowar) е град в Източна Хърватия, център на Вуковарско-сремската жупания.
Името Вуковар означава град на Вука (Вука – реката, течаща през града, вар(/-ош) – град на унгарски).
Вуковар е най-голямото речно пристанище в страната, разположено при сливането на река Вука в река Дунав. Населението на града е 26 468 души (преброяване, 2011), а на цялата община – 27 683.

## История
По време на Балканската война в 1912 г. 17 души от Вуковар се включват като доброволци в Македоно-одринското опълчение.

### Война за независимост
Градът е арена на тежки сражения, известни като битката за Вуковар, през войната от 1991 г.
Днес хървати и сърби живеят заедно в мир.

## Известни личности
Родени във Вуковар
- Синиша Михайлович (1969 – 2022), футболист
- Захарие Орфелин (1726 – 1785), писател
- Ивана Бодрожич (1982 – ), писателка